# Антанас Сметона
Антанас Сметона (литв. Antanas Smetona; Ужуленис, 10. август 1874 — Кливленд, 9. јануар 1944) био је литвански државник, први председник Литваније 1919. и поново председник од 1926. до 1940. године. Био је један од идеолога литванског национализма.

## Биографија
Током студија био је активан у тајном студентском антицаристичком удружењу. Организовао је отпор ученика обавезном одлажењу на литругију у руску православну цркву због чега је избачен из школе. Касније је ипак успео да заврши школовање у Санкт Петербургу. Од 1897. до 1902. студирао је и завршио право на санктпетербуршком универзитету.
По повратку у Вилњус, Сметона је био активан у разним литванским националистичким организацијама. Током Првог светског рата тражио је од Немаца да му омогуће остварење и право Литваније да буде суверена држава. Фебруара 1918, потписао је проглас о независности Литваније и априла наредне године био изабран за првог председника државе, али је већ крајем године Прелазна влада изабрала Александраса Стулгинскиса за новог председника. Сметона је након тога од 1923. до 1927. радио као асистент на Литванском универзитету.
Био је један од вођа државног удара 1926. године у којем је срушен председник Казис Гринијус и на тај начин још једном дошао на власт. Наредне је године распустио парламент и уз одобрење владе објавио нови Устав у којем су значајно проширене председничке овласти. Године 1929, је с функције сменио и премијера и постао неприкосновени вођа државе. Владао је Литванијом све до доласка Совјета 15. јуна 1940. године. Након совјетског ултиматума Литванији, Сметона је предложио оружани отпор Црвеној армији, али се остали политичари и генерали нису с њим сложили. Тада су литвански комунисти прогласили совјетску републику, која је затим прикључена Совјетском Савезу.
Сметона је с породицом напустио Литванију и сместио се у Немачкој, а затим у Швајцарској. Године 1941, емигрирао је у САД, где се натпослетку сместио у Кливленду, Охајо. Смртно је страдао у пожару који је избио у кући његовог сина 9. јануара 1944. године. Сахрањен је у Кливленду, а 1975. његови посмртни остаци су пренесени на гробље код Чардона (Охајо).